# Lophochernes
Lophochernes es un especie de arácnido del orden Pseudoscorpionida de la familia Cheliferidae.

## Especies
Las especies de este género son:
- Lophochernes alter Beier, 1951
- Lophochernes balzanii (Thorell, 1890)
- Lophochernes bicarinatus Simon, 1878
- Lophochernes bifissus (Simon, 1899)
- Lophochernes bisulcus (Thorell, 1889)
- Lophochernes brevipes Redikorzev, 1938
- Lophochernes calcaratus Beier, 1967
- Lophochernes capensis (Beier, 1947)
- Lophochernes cederholmi Beier, 1973
- Lophochernes ceylonicus Beier, 1973
- Lophochernes cryptus Chamberlin, 1934
- Lophochernes differens Beier, 1951
- Lophochernes elegantissimus Beier, 1964
- Lophochernes flammipes Beier, 1951
- Lophochernes frater Beier, 1944
- Lophochernes gracilis Beier, 1943
- Lophochernes hansenii (Thorell, 1889)
- Lophochernes hians (Thorell, 1890)
- Lophochernes indicus Beier, 1967
- Lophochernes laciniosus (Tullgren, 1912)
- Lophochernes luzonicus Beier, 1937
- Lophochernes mindoroensis Beier, 1966
- Lophochernes mucronatus (Tullgren, 1907)
- Lophochernes nilgiricus Murthy & Ananthakrishnan, 1977
- Lophochernes obtusecarinatus Beier, 1951
- Lophochernes persulcatus (Simon, 1890)
- Lophochernes sauteri (Ellingsen, 1907)
- Lophochernes semicarinatus Redikorzev, 1938
- Lophochernes tibetanus Beier, 1943